# Architecture générale pour le traitement de texte
L’Architecture générale pour le traitement de texte ou GATE (pour General Architecture for Text Engineering) est une boîte à outils logicielle écrite en Java à l'université de Sheffield au Royaume-Uni à partir de 1995 et utilisée très largement à travers le monde par de nombreuses communautés (scientifiques, entreprises, enseignants, étudiants) pour le traitement du langage naturel dans différentes langues. La communauté de développeurs et de chercheurs autour de GATE est impliquée dans plusieurs projets de recherche européens comme TAO (Transitioning Applications to Ontologies) et SEKT (Semantically Enabled Knowledge Technology).
GATE offre une architecture, une interface de programmation d'applications (API) et un environnement de programmation graphique.
GATE comporte un système d'extraction d'information, ANNIE (A Nearly-New Information Extraction System, pour système quasi nouveau pour l'extraction d'information), lui-même formé de modules parmi lesquels un analyseur lexical, une base de toponymes (gazetteer), un analyseur syntaxique (segmentation de phrases, avec désambiguisation), un étiqueteur, un module d'extraction d'entités nommées et un module de détection de coréférences. Les langues pour lesquelles GATE est déjà mis en œuvre sont l'anglais, l'espagnol, le chinois, l'arabe, le français, l'allemand, l'hindi, le cebuano, le roumain et le russe. Il existe de nombreux modules d'extension d'apprentissage automatique (Weka, RASP, MAXENT, SVM light), d'autres pour la construction d'ontologies (WordNet), pour l'interrogation de moteurs de recherche comme Google et Yahoo!, pour l'étiquetage (Brill, TreeTagger), etc.
GATE accepte en entrée divers formats de texte comme le texte brut, HTML, XML, Microsoft Word (Doc), PDF, ainsi que divers formats de bases de données comme Java Serial (?), PostgreSQL, Lucene, Oracle, grâce à RDBMS et au langage de programmation JDBC (Java DataBase Connectivity).
GATE utilise également le langage JAPE (Java Annotation Patterns Engine) pour bâtir des règles d'annotation de documents. On trouve aussi un débogueur et des outils de comparaison de corpus et d'annotations.